# Ebvész
Az ebvész (Apocynum) a tárnicsvirágúak (Gentianales) rendjébe és a meténgfélék (Apocynaceae) családjába tartozó nemzetség.

## Elnevezés
A nemzetség tudományos neve (Apocynum) a ógörög küón (κύων) 'kutya' szó latin alakjából (cynum) és az apo- (απο-) 'el-' jelentésű előtagból származik. Neve mérgező hatására utal. A növényt Plinius is megemlíti, szerinte a magva kutyát és minden négylábú állatot meggyilkol. A magyar ebvész, és más nyelvek elnevezései (például angol dogbane, német Hundsgift), is ennek felel meg.
Ebvésznek nevezik még a farkasmaszlagot (Strychnos nux-vomica), illetve annak termését ebvészmagnak, ugyancsak mérgező hatása miatt.

## Elterjedés, élőhely
A nemzetség fajai az északi félteke mérsékelt égövi területein szerte előfordulnak, de ez alól kivételt képez Nyugat-Európa.

## Hatóanyaga
Hatóanyaga a cimarin, amely kardiogén méreg, szívritmuszavart, nagyobb mennyiségben halált okoz.
Gyökere hánytató és hashajtó, tejnedve vízhajtó hatású.

## Fajok
A lista nem teljes.
- Apocynum androsaemifolium
- Apocynum cannabinum
- Apocynum hendersonii
- Apocynum medium
- Apocynum pictum
- Apocynum sibiricum
- Apocynum venetum